# 콘세르트헤바우 관현악단

RCO의 로고

왕립 콘세르트헤바우 관현악단(네덜란드어: Koninklijk Concertgebouworkest, Royal Concertgebouw Orchestra, RCO)은 암스테르담에 본거지를 둔 네덜란드의 대표적인 관현악단이다. 콘세르트헤바우(Concertgebouw)는 네덜란드어로 '콘서트홀' 을 뜻하며, 1988년에 네덜란드 여왕인 베아트릭스로부터 왕립 칭호를 하사받기 전까지는 암스테르담 콘세르트헤바우 관현악단(Concertgebouworkest Amsterdam)이라는 명칭으로 불렸다.

## 역사
1888년 4월에 암스테르담에 연주회 전용 공연장인 콘세르트헤바우가 개관되었고, 몇 달 뒤 상주 관현악단의 필요성이 제기되어 창단되었다. 첫 연주회는 11월 3일에 빌렘 케스의 지휘로 개최되었으며, 케스는 1895년까지 상임 지휘자로 재임하면서 악단 활동의 기초를 마련하는 데 힘썼다. 동시에 연주회 예절에 익숙치 않은 청중들의 결례를 막기 위해 공연 중에 잡담이나 식음료 취식 행위를 금지하는 등의 엄격한 규정도 만들었다.
케스가 스코틀랜드 관현악단으로 옮겨간 뒤에는 빌렘 멩겔베르크가 자리를 이어받았고, 이후 1945년까지 약 50년 동안 재임하면서 악단의 명성을 세계 수준으로 끌어올리는 데 크게 기여했다. 멩엘베르흐는 바흐나 헨델 등의 바로크 음악에서 자신의 스승과 친구이기도 했던 말러와 리하르트 슈트라우스에 이르는 방대한 레퍼토리 영역을 개척했고, 엄격한 리허설로 악단 합주력을 최상급으로 유지시키는 한편 피에르 몽퇴나 브루노 발터 등을 객원 지휘자로 초빙해 공연하도록 주선하기도 했다.
그러나 2차 세계대전 발발과 함께 네덜란드가 나치스의 점령국이 되면서 멩엘베르흐의 활동도 친나치스 혐의를 받게 되었고, 결국 종전 후 재건된 네덜란드 법원에 의해 강제 추방 선고를 받게 되었다. 멩겔베르크는 이후 스위스로 옮겨가 은둔 생활을 하다가 타계했으며, 후임으로는 1931년부터 멩엘베르흐의 부지휘자를 맡고 있던 에두아르드 반 베이눔이 취임했다. 베이눔은 전임자와 달리 현대적이고 깔끔한 음향을 추구했으며, 브루크너와 브람스의 작품들을 적극적으로 다루어 새로운 면모를 보여주었다.
베이눔이 1959년에 리허설 중 심장 발작으로 돌연사한 뒤에는 약 2년간 상임 지휘자 공백 상태로 운영되었으며, 안탈 도라티나 조지 셀 등의 객원 지휘자와 베르나르트 하이팅크 등 신진 지휘자들이 악단을 지휘했다. 하이팅크는 1961년에 상임 지휘자로 정식 취임했으며, 동시에 독일 출신 지휘자인 오이겐 요훔이 같은 직책에 임명되어 공동으로 상임 지휘를 맡았다.
요훔이 1963년에 사임한 후에는 하이팅크의 단독 상임 체제로 환원되었으며, 브루크너와 말러 등 전통적인 레퍼토리들 외에 쇼스타코비치의 교향곡들을 과감히 다루어 주목을 받았다. 1978년에는 소련에서 망명한 키릴 콘드라신을 수석 객원 지휘자로 영입했고, 니콜라우스 아르농쿠르도 1975년 이래 객원 지휘자로 자주 악단을 지휘해 공연과 녹음을 진행했다.
하이팅크가 코벤트 가든 왕립 오페라단의 음악 감독으로 이직한 뒤에는 이탈리아 출신의 리카르도 샤이가 발탁되었고, 샤이는 2004년까지 재임하면서 선대 지휘자들의 레퍼토리를 계승하고 힌데미트나 바레즈, 메시앙의 관현악 작품을 레퍼토리에 추가시키는 공적을 남겼다. 샤이는 2004년에 사임한 뒤 명예 지휘자 직함을 받았고, 후임으로는 라트비아 출신인 마리스 얀손스가 임명되었다.
얀손스의 지휘와 함께 악단의 앙상블이 최고로 무르익어 베를린 필하모니 관현악단, 빈 필하모니 관현악단과 동등하게 세계 최정상의 오케스트라로 꼽히고 있다. 특히 수석 오보이스트 알렉세이 오그린츄크를 중심으로 한 목관의 풍부한 음향이 아름답다. 얀손스는 2015년 전반기까지 상임 지휘자에 머물렀으며, 후임으로 이탈리아 출신의 다니엘레 가티가 임명되어  활동했으나 성추행 혐의로 2018년에 물러났다.
이후 공석을 유지하던 자리에 마침내 주목받는 신성 클라우스 메켈레가 차기 상임 지휘자로 지명되었다. 메켈레는 2022년부터 아티스틱 파트너 직함으로 연간 5주 이상 활동하다 2027년에 취임할 예정이다.

## 주요 활동
창단 이래 계속 콘세르트헤보를 주요 공연장으로 사용하고 있으며, 멩엘베르흐 시대에 음향 보수 공사를 마친 뒤에는 세계적으로 음향 효과가 가장 탁월한 공연장 가운데 하나로 손꼽히고 있다. 이외에도 네덜란드 오페라단의 오페라 공연 때에도 간혹 반주 악단으로 참가하기도 한다. 왕립 호칭을 받기 이전에도 네덜란드의 대표적 악단으로 정부의 지원을 계속 받아왔으나, 1980년대에 악단 규모를 줄이기 위해 일부 단원들의 해고 방침이 정부에서 발표되어 일시적으로 갈등 상황이 빚어지기도 했다. 그러나 하이팅크가 그 발표에 맞서 자신도 사임하겠다고 공개적으로 밝히면서 분쟁은 일단락되었고, 하이팅크는 이러한 공로로 1999년에 계관 지휘자 칭호를 수여받기도 했다.
녹음은 멩엘베르흐 시대부터 상당히 많이 남겼으며, 독일 음반사였던 텔레푼켄을 중심으로 음반들이 발매되었다. 1940년대에 실황으로 녹음된 음원들도 종전 후 네덜란드에 설립된 신생 음반사인 필립스를 통해 음반화되었으며, 악단의 왕립 승격에 발맞추어 CD 전집으로 재발매되기도 했다. 특히 바흐의 마태 수난곡이나 베토벤과 브람스, 프랑크, 차이콥스키, 말러의 교향곡, 리하르트 슈트라우스의 교향시 녹음들이 유명하다.
베이눔은 필립스와 계약하고 브람스의 교향곡 전집과 브루크너의 교향곡들을 주로 녹음했고, 하이팅크는 초기 0번을 포함시킨 브루크너 교향곡 전집과 말러 교향곡 전집을 역시 필립스에 녹음했다. 동시에 데카와도 계약해 라흐마니노프의 피아노 협주곡(블라디미르 아슈케나지 협연) 전집과 쇼스타코비치의 교향곡들을 음반으로 출시하기도 했다. 샤이도 전속사인 데카에 말러 교향곡 전집과 브루크너의 교향곡들, 바레즈의 관현악 작품과 힌데미트의 '실내음악' 전집, 대중적으로 큰 인기를 얻은 쇼스타코비치의 '재즈 앨범' 을 녹음했다.
얀손스 재임기부터는 악단 자체 레이블인 "RCO live"를 통해 다양한 작품들을 얀손스를 중심으로 니콜라우스 아르농쿠르, 베르나르트 하이팅크, 안드리스 넬손스 등의 지휘자들과 실황 음반으로 발매하고 있다.
이외에도 하이팅크와 공동 상임을 맡았던 요훔이나 객원 지휘자로 자주 출연한 도라티와 셀, 콘드라신, 아르농쿠르 등의 지휘자들도 필립스와 텔덱 등에 많은 음반들을 취입한 바 있다.

## 역대 상임 지휘자
- 빌렘 케스 (1888 - 1895)
- 빌렘 멩겔베르크 (1895 - 1945)
- 에두아르드 반 베이눔 (1945 - 1959)
- 오이겐 요훔 (1961 - 1963)
- 베르나르트 하이팅크 (1961 - 1988, 이후 계관 지휘자)
- 리카르도 샤이 (1988 - 2004, 이후 명예 지휘자)
- 마리스 얀손스 (2004 - 2015)
- 다니엘레 가티 (2015 - 2018)
- 클라우스 메켈레 (지명자, 2027-)

이외에도 니콜라우스 아르농쿠르가 명예 객원 지휘자 직함으로 종종 출연했다.